# IXOPAY
IXOPAY Gmbh este o companie austriacă de tehnologie și o platformă de integrare a plăților. IXOPAY face parte din grupul IXOLIT.

## Istorie
IXOPAY a fost fondată în 2014 la Viena, Austria de Rene Siegl și Nathalie Siegl. În 2016, a fost lansată prima platformă de orchestrare a plăților. În 2018, IXOPAY a lansat o soluție cu etichetă albă. Platforma a obținut acces la toate monedele în 2019.
Compania cooperează cu alte companii financiare și tehnologice. Începând cu 2021, compania avea 140 de integrări cu furnizorii de plăți. În 2018, IXOPAY a colaborat cu Paysafe. În 2020, compania a încheiat un parteneriat cu Paydoo.
În 2021, IXOPAY a început un parteneriat cu Vyne,  Fraudio,  Payaut, MULTISAFEPAY, Silverflow, https://thepaypers .com/online-payments/ixopay-partners-with-silverflow-for-payments-orchestration--1249765 Fraugster. În 2022, compania a început cooperarea cu GoCardless, FinTecSystems, Hawk AI.
Sediul central IXOPAY este situat în Viena, Austria. IXOPAY are, de asemenea, un al doilea birou în Orlando, Florida, SUA.